# Ian Fleming

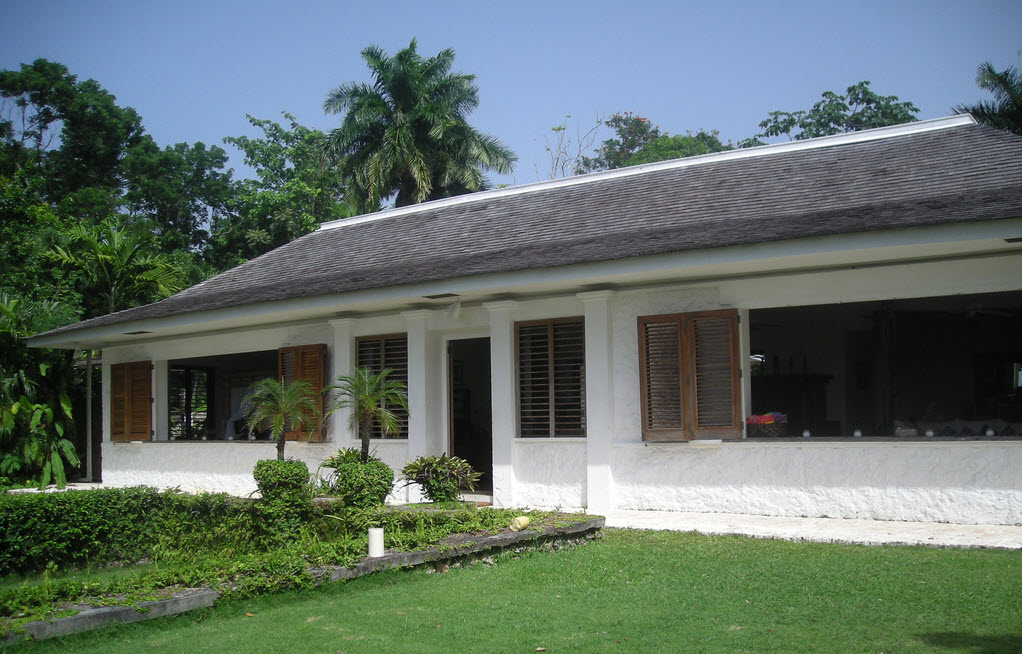
Goldeneye Estate, het huis waar Fleming de James Bondboeken schreef.

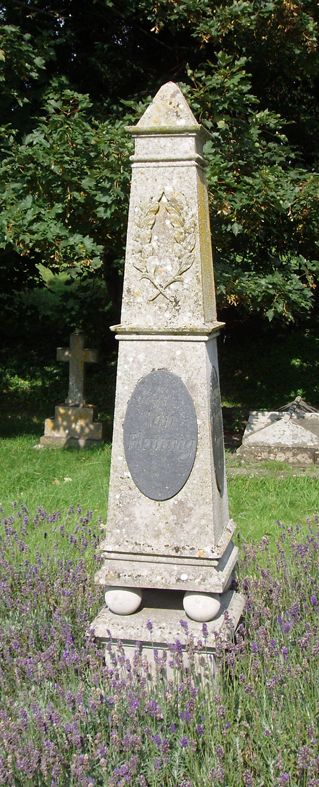
Het graf van Ian Fleming in Sevenhampton.

Ian Lancaster Fleming (Mayfair, Londen, 28 mei 1908 – Canterbury, 12 augustus 1964) was een Brits schrijver en ex-medewerker van de Britse inlichtingendienst. Hij is beroemd geworden door de serie boeken rondom James Bond, speciaal agent van de Britse geheime dienst.

## Jonge jaren
Ian Fleming werd geboren in Londen op 28 mei 1908 en was de jongere broer van reisverhalenschrijver Peter Fleming. Hij werd opgeleid op Eton en de Koninklijke Militaire Academie Sandhurst. Hierna vertrok hij naar het buitenland om talen te studeren. Hij werkte als journalist in de jaren voor de Tweede Wereldoorlog. Aan het begin van de oorlog werd hij aangenomen als persoonlijk assistent van de directeur van Naval Intelligence, admiraal John Henry Godfrey. Fleming was betrokken bij meerdere geheime operaties. Een belangrijke hiervan was de door Fleming ontwikkelde Operation Goldeneye, die ervoor moest zorgen dat de Britten nog steeds via Gibraltar konden communiceren als Spanje zich eventueel bij de Asmogendheden zou aansluiten. In 1944 kreeg Fleming de leiding over de zogenaamde 30 Assault Unit die onder andere Duitse atoomgeleerden uit Duitsland ontvoerden, zodat de kennis niet bij Rusland terecht kwam. Later ging hij deel uitmaken van de commissie van de T-Force.
Dit gaf hem de achtergrond en ervaring om goede spionageverhalen te schrijven. Er wordt beweerd dat sommige gebeurtenissen uit de Bondverhalen echt hebben plaatsgevonden en dat ook de figuur van James Bond gebaseerd is op een geheim agent die echt heeft bestaan. Geruchten dat het Bond-personage op Fleming zelf zou zijn gebaseerd, werden door Fleming altijd ontkend.

## De literaire James Bond
Begin jaren 50 begon Fleming met het schrijven van spionageverhalen. De hoofdpersoon werd een geheim agent van MI6, de Britse inlichtingendienst. Fleming kwam op het idee voor de naam naar aanleiding van het boek Birds of the West Indies, dat geschreven was door ornitholoog James Bond. Deze onopvallende naam beviel Fleming. Bonds codenummer werd 007. De dubbele nul wijst in de verhalen op een bevoegdheid om te doden, maar is in werkelijkheid een creatie van Fleming zelf.
's Zomers verbleef Fleming altijd in Engeland, maar 's winters reisde hij af naar zijn huis Goldeneye op Jamaica, waar hij het grootste gedeelte van zijn Bondverhalen schreef. In 1953 verscheen het eerste boek: Casino Royale. Casino Royale bleef bij het grote publiek vrij onopgemerkt. De Amerikaanse televisiezender CBS bewerkte het boek in 1954 voor een live televisieshow van Climax Mystery Theatre. Flemings tweede boek Live and Let Die verscheen in 1954. Het verhaal speelt zich voor een groot gedeelte af op Jamaica. Omdat Fleming deze omgeving goed kende, was hij in staat een berg aan triviale kennis rondom het eiland te vermelden. Dergelijke details waren een opvallend aspect van zijn schrijfstijl. Hierna verschenen meer Bondboeken (zie onder). Naarmate de jaren verstreken werden de boeken populair en brachten ze genoeg geld op voor Fleming om zich in alle rust terug te trekken op Goldeneye. De boeken werden in Noord-Amerika vooral populair, nadat president John F. Kennedy het boek From Russia with Love op zijn lijst met favoriete boeken vermeldde. Hoewel From Russia with Love als een van Flemings beste werken wordt gezien, eindigt het boek als Bond vergiftigd op het 'wijnrode tapijt' in elkaar zakt. Het is nog maar de vraag of Bond dit zal overleven.
De filmindustrie begon ondertussen interesse te tonen in Bond. Producent Gregory Ratoff kocht de rechten van Casino Royale. Ratoff zette Casino Royale voorlopig in de ijskast en overleed voordat hij met zijn filmplannen kon beginnen. Zijn weduwe verkocht de rechten door aan producent Charles K. Feldman. Feldman echter deed niets met zijn aankoop en wachtte rustig af. Uiteindelijk kwam het er in 2006 toch van: Zie James Bond.
Het eiland Inagua bracht Fleming alsnog op het idee voor een nieuw boek. In Dr. No (1958) paste Fleming Bonds wapen aan, nadat wapenexpert Geoffrey Boothroyd hem in een brief had laten weten dat Bonds Beretta een matig damespistool was. In Dr. No verving Fleming de Beretta dan ook door een Walther PPK. De wapenmeester van MI6 kreeg de naam Major Boothroyd. In de films is deze persoon beter bekend als Q (quartermaster). Hierna schreef Fleming nog de roman Goldfinger (1959).
In 1958 stelde de zender CBS, die eerder Casino Royale had bewerkt, voor om een televisieserie over James Bond te maken. Fleming ging akkoord en begon nieuwe ideeën voor de serie te ontwikkelen. Toen de serie uiteindelijk niet door bleek te gaan, werden de nieuw ontwikkelde verhalen bewerkt tot de verhalenbundel For Your Eyes Only (1960). Toch waren er nog filmplannen. Samen met producent Kevin McClory en scenarioschrijver Jack Whittingham begon Fleming aan het scenario Longitude 78 West. Om een interessante, ietwat tijdloze booswicht te hebben, kwam men op het idee van de organisatie SPECTRE. Ook dit project kwam echter niet goed van de grond en het werd uiteindelijk in de ijskast gezet. Fleming deed er nu hetzelfde mee als met de verhalen uit For Your Eyes Only en bewerkte het tot de roman Thunderball (1961). McClory en Wittingham werden hier niet bij vermeld en begonnen een rechtszaak: een stressvolle periode waarin Fleming, een zware roker en drinker, een hartaanval kreeg. In december 1961 kwam men tot een schikking: voortaan diende vermeld te worden dat het boek was gebaseerd op een filmplot van McClory, Wittingham en Fleming. Bovendien verkreeg McClory de filmrechten op het boek.
In 1962 verscheen The Spy Who Loved Me, waarin Fleming een opvallende stijlbreuk beging: het boek werd verteld in de eerste persoon, vanuit het perspectief van de fictieve protagoniste Vivienne Michel (die zelfs als coauteur werd genoemd). Het boek vertelt haar levensverhaal, tot op het moment dat Bond haar bij toeval redt van twee moordenaars. Datzelfde jaar verscheen de eerste bioscoopfilm van James Bond. In 1961 had Fleming de rechten op al zijn verschenen en nog te verschijnen Bondverhalen (behalve Casino Royale en Thunderball) aan Harry Saltzman verkocht. Albert R. Broccoli was ook geïnteresseerd, maar ging met Saltzman samenwerken in EON Productions. Als eerste Bondfilm hadden zij het liefst Thunderball gemaakt, maar vanwege de problemen met McClory ging men over op Dr. No (1962). Ian Fleming hoopte dat David Niven de rol van Bond zou krijgen. Ook beval hij zijn neef Christopher Lee aan. Maar de rol ging uiteindelijk naar Sean Connery. Fleming was hier in eerste instantie helemaal niet gelukkig mee, al gaf hij Bond in On Her Majesty's Secret Service (1963) een Schotse vader.
Fleming bezocht ook nog de set van de tweede film From Russia with Love (1963) en toonde zich tevreden over de keuze van de acteurs. Terwijl de derde film, Goldfinger (1964), in productie was, overleed Fleming op 12 augustus 1964 aan een hartaanval. Datzelfde jaar was er een kinderboek van hem verschenen: Chitty Chitty Bang Bang.

### Postume publicaties
Flemings laatste roman, The Man with the Golden Gun werd postuum uitgegeven. Erg goed werd het boek niet ontvangen. Het leidde ook tot enige controverse, vanwege onbevestigde geruchten dat het boek zou zijn voltooid door een ghostwriter (Christopher Wood). In 1966 verscheen als laatste de verhalenbundel Octopussy and The Living Daylights.
De serie James Bondboeken werd later voortgezet. Eind jaren 60 verscheen er een boek van de hand van Kingsley Amis, onder het pseudoniem Robert Markham. Vanaf de jaren 80 kwam de serie weer op gang, onder John Gardner en later Raymond Benson. Van 2005 tot 2009 schreef Charlie Higson de serie Young Bond, die zich afspeelt in Bonds tienerjaren tijdens het interbellum.
In 2008 werd, ter gelegenheid van de honderdste verjaardag van Fleming, het boek Devil May Care geschreven door Sebastian Faulks, die zich voor de gelegenheid van Flemings schrijfstijl had bediend. In 2010 werd aangekondigd dat Jeffery Deaver nieuwe Bondromans zal gaan schrijven.

## Woningen van Ian Fleming
Ian Fleming heeft op diverse adressen in Londen gewoond, en had na de Tweede Wereldoorlog ook meerdere buitenhuizen.
- 27 Green Street, Mayfair (1908-1909): Huis waar Ian Fleming op 28 mei 1908 werd geboren.
- Pitt House, North End Avenue, Hampstead Heath (1909-1923): Valentine Fleming vond het beter voor zijn carrière als conservatief politicus een groter huis te hebben en de familie verhuisde al snel van Green Street naar Hampstead Heath. Dit georgiaanse mansion heette aanvankelijk North End House en Wildwoods, maar werd door Valentine Fleming Pitt House genoemd naar de conservatieve staatsman William Pitt die hier ooit woonde. Pitt House werd zwaar beschadigd tijdens bombardementen in WO II en gesloopt in 1952. Alleen de poort is nog aanwezig.
- Turner’s House, 118/119 Cheyne Walk, Chelsea (1923-1926 en 1931-1936): Flemings moeder Evelyn voegde hier drie woningen samen en noemde het geheel Turner’s House naar de schilder J.M.W. Turner die hier in de 19e eeuw woonde. Fleming woonde er twee periodes bij zijn moeder. In de periode daartussen verbleef Fleming voornamelijk in het buitenland (Kitzbühel, München, Genève).
- 22B Ebury Street, Belgravia (1936-1940): De eerste eigen woning van Ian Fleming, die hij kocht van fascistenleider Oswald Mosley. Het huis was in 1840 gebouwd als baptistenkerk.
- Carlton Hotel, Haymarket / Pall Mall, St. James's (1940): Fleming verhuisde naar dit hotel, omdat hij er veiliger dacht te zijn voor de bombardementen. Het Carlton was een hotel van 1899 tot 1940 toen het zwaar beschadigd raakte bij een Duits bombardement. Het hotel werd niet heropend, andere delen van het gebouw wel. In 1957 werd het gesloopt en op de locatie staat nu het gebouw van The New Zealand High Commission.
- Lansdowne Club, 9 Fitzmaurice Place nabij Berkeley Square, Mayfair (najaar 1940): Deze club werd in 1935 geopend in een deel van het Lansdowne House. Een ander deel van dit huis werd al in 1930 gesloopt voor een weguitbreiding. De originele eetzaal is nu te zien in het Metropolitan Museum in New York, een salon in het Philadelphia Museum of Art.
- St. James Club, 106 Piccadilly, Mayfair (ca. 1940-1941): Gentlemen’s club die bestond tussen 1857 en 1978, toen de club fuseerde met de Brooks's Club en zijn gebouw verliet. In het gebouw is nu de campus van de Limkokwing University of Creative Technology gevestigd. Niet te verwarren met ‘St. James's Hotel and Club’.
- Athenaeum Hotel, 116 Piccadilly, Mayfair (eind 1941-1946): Hotel dat in 1930 werd verbouwd tot een art-deco-appartementengebouw. In 1971 werd het weer een hotel.
- 5 Montagu Place, Marylebone (najaar 1946-1947): Fleming woonde hier vlak bij zijn maîtresse Ann Charteris, die ook op Montagu Place woonde.
- 21 Hays Mews, Mayfair (eind 1947-1950): Fleming verhuisde, omdat zijn maîtresse Ann en haar man ook naar Mayfair verhuisden.
- 24 Carlyle Mansions, Cheyne Walk, Chelsea (augustus 1950-1953): Hier schreef Fleming zijn eerste boek, Casino Royale. Hij had een hoekflat op de vijfde verdieping, waar Ann, na hun huwelijk, bij introk. Ann voelde zich in dit huis niet prettig en Fleming verkocht de huurovereenkomst die hij voor vijf jaar had afgesloten.
- 16 Victoria Square, Belgravia (voorjaar 1953-1964): Gebouw in Regency stijl uit 1839. Ian Fleming had op de derde verdieping zijn slaap- en werkkamer. Fleming stierf in 1964, zijn weduwe Ann verkocht het huis uiteindelijk in 1973.

Buitenhuizen van Ian Fleming:
- Goldeneye Estate, St. Mary, Oracabessa, Jamaica (1946-1964): Fleming kocht het landgoed en liet een bescheiden huis bouwen waar hij zelf de schetsen voor gemaakt had. Fleming maakte afspraken met zijn werkgever dat hij ieder jaar drie wintermaanden op Jamaica kon doorbrengen om te schrijven. Na Flemings dood was o.a. reggae-artiest Bob Marley eigenaar van Goldeneye. Chris Blackwell kocht het van Marley en maakte er een kleinschalig resort van.
- White Cliffs, St. Margaret's Bay, nabij Dover (eind 1951-1957): Een wit huis direct aan zee onder een steile klif dat Fleming kocht van zijn vriend Noel Coward.
- The Old Palace, Bekesbourne nabij Canterbury (1957-1959): Dit buitenhuis was oorspronkelijk gebouwd voor de aartsbisschop van Canterbury in de 16e eeuw, maar alleen het poortgebouw dateert nog uit die tijd. Het witte hoofdgebouw is 18e-eeuws.
- Warneford Place, Sevenhampton nabij Swindon, Wiltshire (1959-1964): Deze 16e-eeuwse manor werd ooit bewoond door Lord Banbury. Fleming liet het hoofdgebouw slopen en herbouwde een modernere versie dat de naam Sevenhampton Place kreeg. Het landgoed is nu eigendom van Grand Prix miljonair Paddy McNally.
- Huurflats in Pegwell Bay, Kent en Sandwick, Kent (1961-1964): Fleming huurde flats toen Warneford Place werd ver- en gebouwd.

Een deel van zijn vroegere jeugd bracht Ian Fleming door in de buitenhuizen van zijn ouders, Valentine en Evelyn Fleming:
- Braziers Park, Ipsden, Oxfordshire: Valentine Fleming kocht dit monumentale country house in 1906 en verkocht het weer in 1911, Ian Fleming heeft er ook kort gewoond.
- Arnisdale House, Arnisdale, Loch Hourn, Inverness-shire, Scotland: Valentine Fleming liet dit witte huis bouwen in 1914.

## Selecte werken

### James Bond
Alle Bondboeken geschreven door Ian Fleming, met het jaar van uitgave.
| - 1953: Casino Royale (Casino Royale) - 1954: Live and Let Die (Moord onder water) - 1955: Moonraker (Hoog spel) - 1956: Diamonds Are Forever (Doden voor diamanten) - 1957: From Russia with Love (Veel liefs uit Moskou/De moordkuil van het hart) - 1958: Dr. No (Doctor No) - 1959: Goldfinger (De man met de gouden vingers) - 1960: For Your Eyes Only (Van een blik tot een moord) - Verhalenbundel - - From a View to a Kill (Van een blik tot een moord) - For Your Eyes Only (Voor uw ogen alleen) - Quantum of Solace - Risico (Risico) - The Hildebrand Rarity | - 1961: Thunderball (Kalm aan, Mr. Bond) - 1962: The Spy Who Loved Me (De spion die mij beminde) - 1963: On Her Majesty's Secret Service (In dienst van Hare Majesteit) - 1964: You Only Live Twice (Je leeft maar tweemaal) - 1965: The Man with the Golden Gun (De man met de gouden revolver) - 1966: Octopussy and The Living Daylights (Octopussy) - Verhalenbundel - - Octopussy (Octopussy) - The Living Daylights (Veel liefs uit Berlijn) - The Property of a Lady (Om het bezit van een dame) - 007 in New York (007 in New York) |

### Kinderboek
- Chitty Chitty Bang Bang (1964)

### Non-fictie
- The Diamond Smugglers (1957)
- Thrilling Cities (1963)

### Trivia

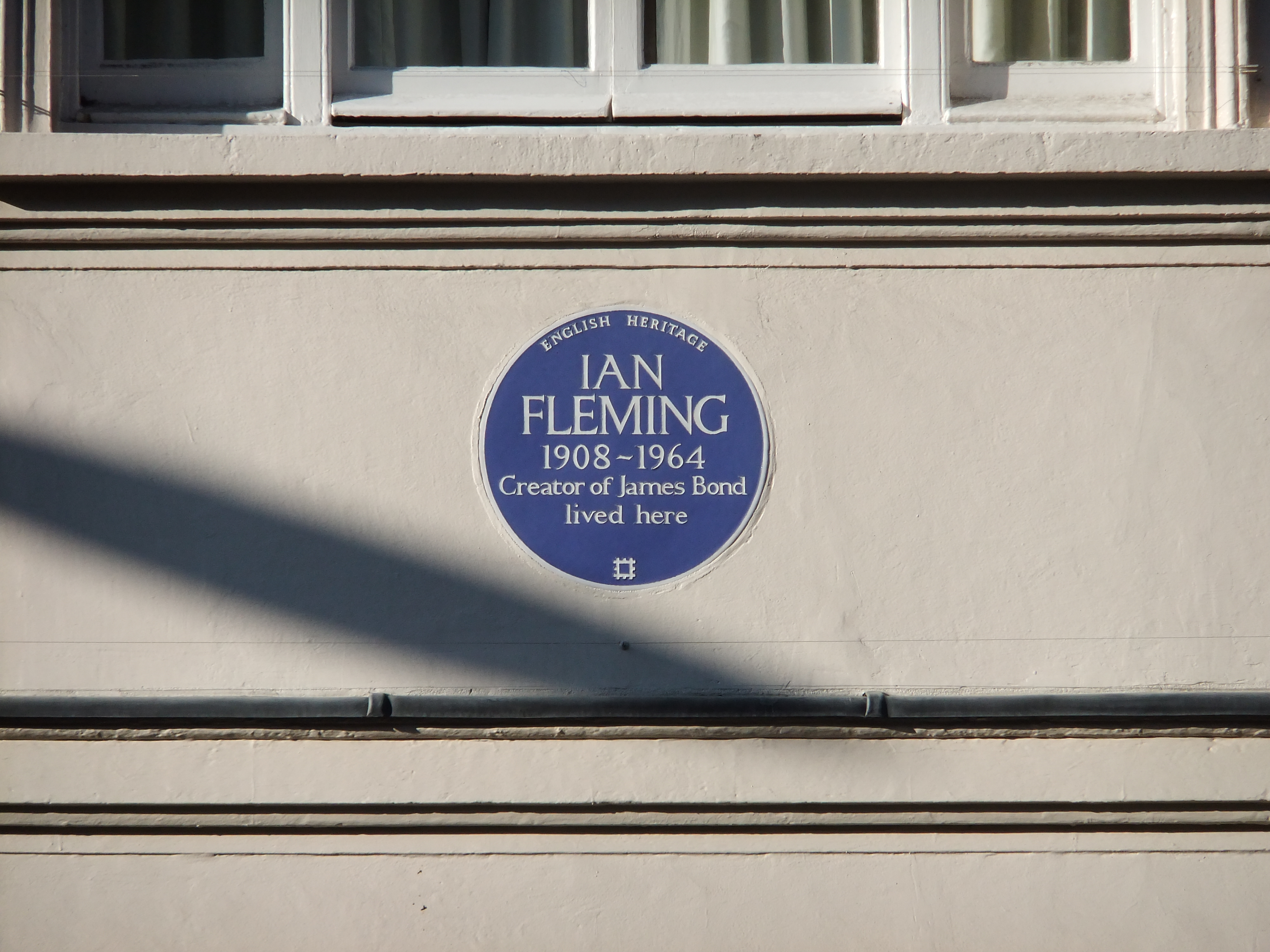
Ebury Street 22b

- In London, Ebury Street, op nr 22b is een blauwe tegel aangebracht in de voorgevel van een woning waarop staat aangegeven dat Ian Fleming hier woonde (van 1936 tot 1940).
- Fleming ligt begraven op het kerkhof van Sevenhampton nabij Swindon in Wiltshire, vlak bij zijn buitenverblijf Warneford Place. Fleming werd hier in 1964 begraven, zijn zoon Casper en vrouw Ann zijn in respectievelijk 1975 en 1981 bijgezet.